# Давидки (Горщиківська сільська громада)
Дави́дки — село в Україні, у Горщиківській сільській територіальній громаді Коростенського району Житомирської області. Населення становить 210 осіб (2001).

## Населення

### Мова
Розподіл населення за рідною мовою за даними перепису 2001 року:
| Мова       | Відсоток |
| ---------- | -------- |
| українська | 97,62 %  |
| румунська  | 1,43 %   |
| російська  | 0,95 %   |

## Історія
6 листопада 1921 року під час Листопадового рейду через Давидки проходила Волинська група (командувач — Юрій Тютюнник) Армії Української Народної Республіки.
Під час організованого радянською владою Голодомору 1932—1933 років померло щонайменше 125 жителів села. Тоді у Давидках спостерігалися випадки людоїдства.
До 22 липня 2016 року — адміністративний центр Давидківської сільської ради Коростенського району Житомирської області.

## Відомі люди
- Виговський Олександр Хомич (1888—1939) — український військовий діяч, підполковник Армії УНР.

## Галерея

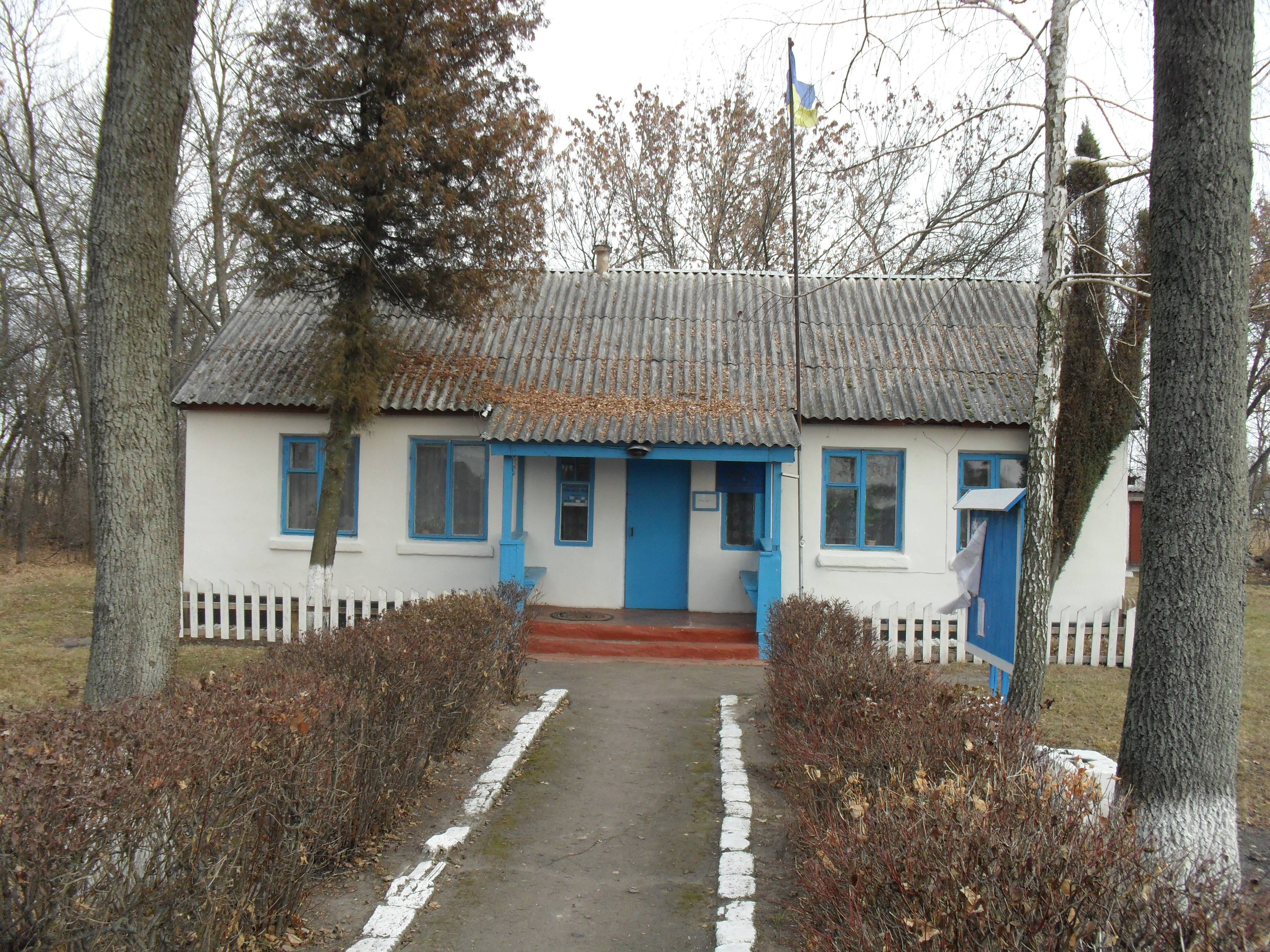
Сільська рада
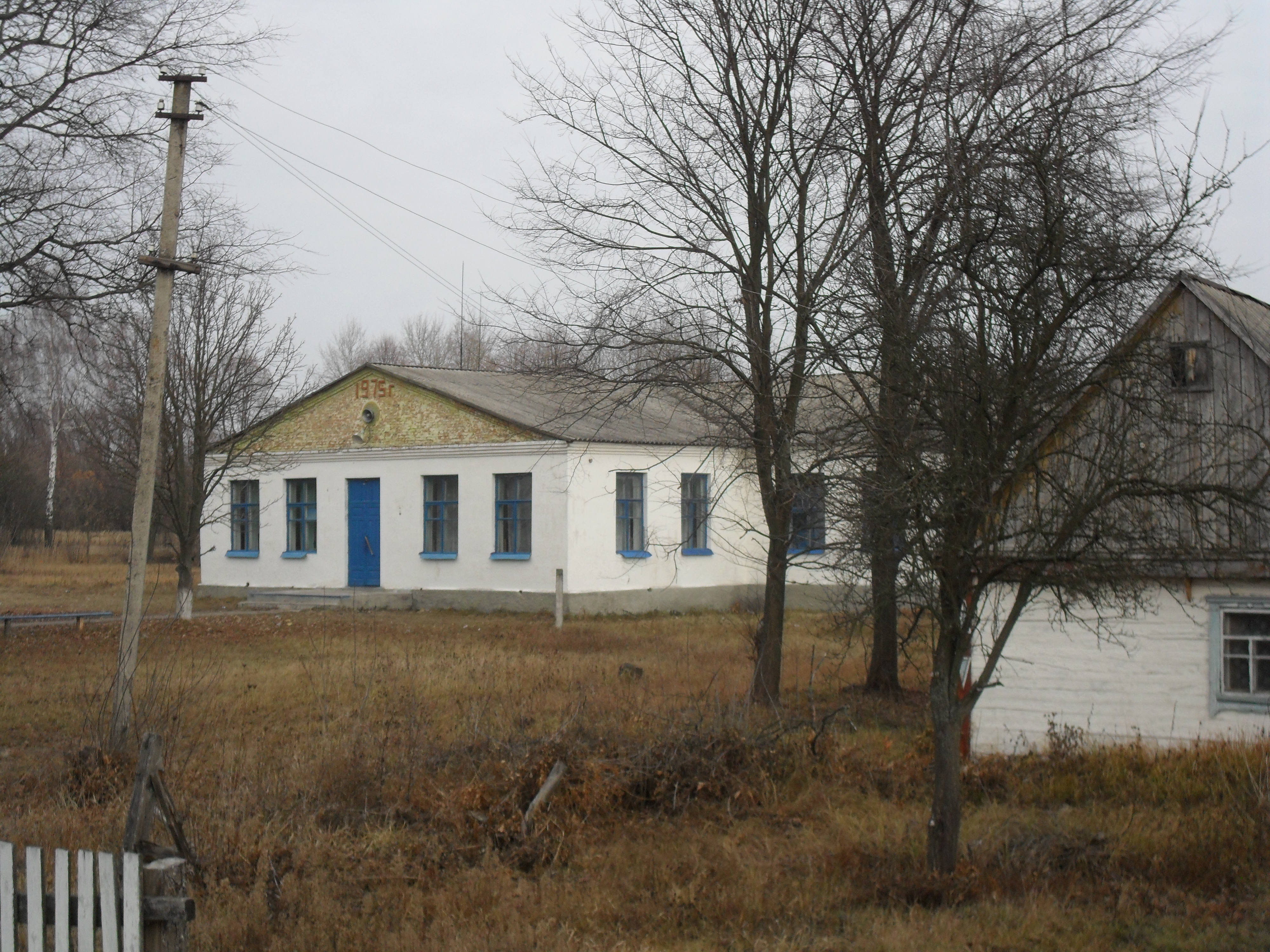